# Дорожная разметка

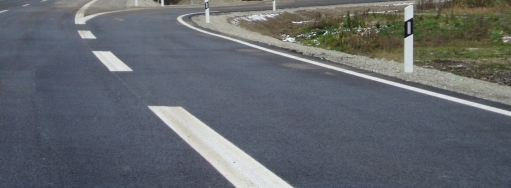
Дорожная разметка.

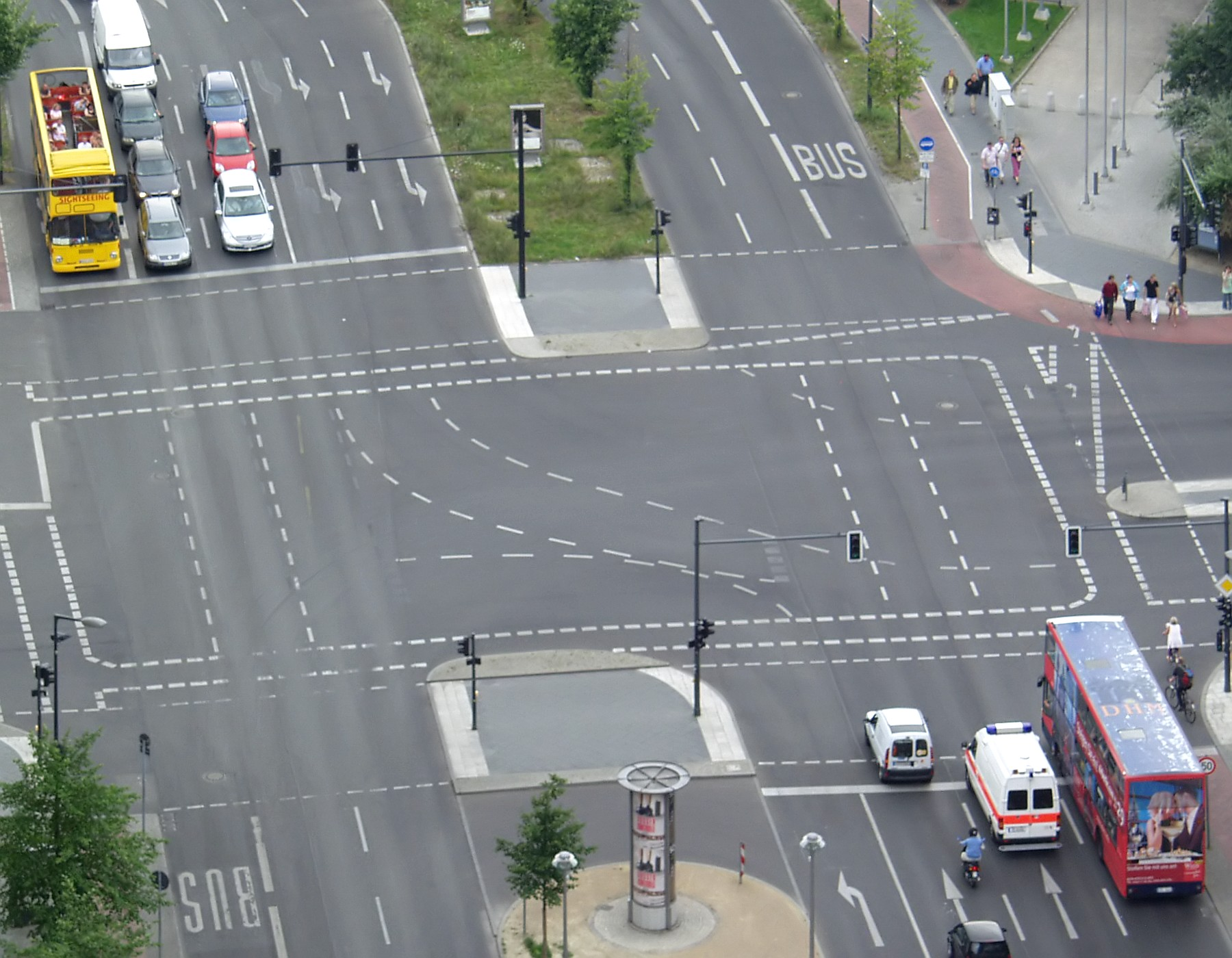
Перекрёсток с множеством дорожных разметок.

Дорожная разметка, Линии дорожной разметки, Разметка — маркировка на покрытии автомобильных дорог, служащая для сообщения определённой информации участникам дорожного движения.
Разметка дорог может использоваться самостоятельно или сочетаться с дорожными знаками или светофорами. Дорожные разметки появились в начале XX века на асфальтовых и бетонных дорогах.
Нанесение дорожной разметки устанавливает определенные режимы и порядок движения транспортных средств и пешеходов. Дорожная разметка является средством визуального ориентирования водителей и применяется как самостоятельно, так и в сочетании с другими средствами с целью повышения безопасности организации дорожного движения, увеличения скорости движения автомобилей и пропускной способности дороги.

## История
Эдвард Н. Хайнз (Edward N. Hines, 1870—1938), член дорожной комиссии Wayne County в штате Мичиган (США), считается изобретателем дорожной разметки. Он в 1911 году предложил нанести на первую бетонную дорогу мира, Woodward Avenue в Детройте, центральную линию для разделения полос движения.
В 1917 году офицер движения Питер Рексфорд в штате Орегон, США, предложил нанести разделительную линию жёлтого цвета. В этом же году Джун МакКэролл в городе Индио, штат Калифорния, США, самостоятельно нарисовала белую разделительную линию. 
10 лет спустя (1921) в английском городке Саттон колдфилд (Sutton Coldfield, пригород Бирмингема) появилась первая маркировка Великобритании. Этот эксперимент для повышения безопасности на дорогах был таким успешным, что впоследствии белая маркировка дорог стала стандартом в Великобритании и множестве других государств. В 1924 году в Калифорнии принят указ о нанесении дорожной разметки.
Некоторое время в разных странах использовались разные варианты разметки дорог. Например, в Германии в 1930-е годы использовали чёрную разметку, от которой впоследствии отказались как от неэффективной. В настоящее время черный используют в сочетании с белым при нанесении вертикальной разметки.
В 1930 году в Великобритании было запатентовано изобретенное британцем Перси Шоу световозвращающее устройство для улучшения видимости на дорогах — «Кошачий глаз», получившее широкое распространение в Соединенном королевстве во время Второй мировой войны, когда благодаря им даже во время затемнения дорога оставалась видимой для водителей.
В Советском Союзе дорожная разметка появилась в 1933 году, вскоре после асфальтирования булыжных мостовых Москвы. 5 октября 1935 года нанесена первая дорожная разметка на автотрассе Сочи-Мацеста.
В 1950-х годах в Калтрансе (Калифорнийский транспортный департамент) Элберт Дайсарт Боттс, специалист в области химии красок, решил для улучшения видимости дорожной разметки использовать стеклянные шарики в составе краски. А чтобы слой воды, покрывающий разметку, не ухудшал видимость, световозвращающие элементы стали приподнимать над дорогой на четверть дюйма (примерно 6 мм). При этом возник еще один эффект — при наезде на такую разметку водитель слышал глухие удары, но это сочли достоинством, так как она стала предупреждать о пересечении разметки тех водителей, которые её не заметили.
31 октября 1951 года чёрно-белая разметка нанесена на пешеходные переходы в Слау, Великобритания.
Керамические или пластиковые маркеры прибивались к дороге специальными гвоздями, пока в конце 1950-х годов Херб Руни, бывший студент Боттса[что?], изобрел специальную эпоксидную смолу, надежно склеивающую маркеры с дорожным полотном. С 1966 года маркеры, получившие название Botts' Dots, «точки Боттса», начали использовать на дорогах США, а потом и в других странах мира.
В 1955 году в штате Нью-Джерси появились первые краевые шумовые полосы. В настоящее время они широко используются во многих странах, в т.ч. США, Канаде, Финляндии, Норвегии, Швеции и других.
В Советском Союзе пешеходный переход «зебра» появился в середине 60-х годов XX века. 8 августа 1969 года фотография группы The Beatles на пешеходном переходе на Эбби-Роуд в Лондоне, сделанная для обложки альбома Abbey Road, способствовала популяризации "зебры" по всему миру. Переход впоследствии получил статус исторического памятника.
В 1990-х годах был введен пешеходный переход «тукан», предназначенный для совместного использования пешеходами и велосипедистами.  Переход оснащался датчиками, регулирующими работу светофоров в зависимости от присутствия пешеходов.
В Англии с 2003 года внедряется пешеходный переход «буревестник» с электронными датчиками, которые регулируют сигналы светофора в зависимости от присутствия пешеходов.
В 2013 году в России на пешеходных переходах в аварийно-опасных местах стала применяться красно-белая дорожная разметка.
С ростом интенсивности движения начала использоваться вертикальная разметка для обозначения внезапных препятствий на дороге, ограждения опасных участков автодорог и т. д.
В настоящее время помимо дорог разметка используется и на прилегающих территориях — на заправках, наземных и подземных парковках. Используется она и на территории аэропортов.

## Типы
Продольная разметка

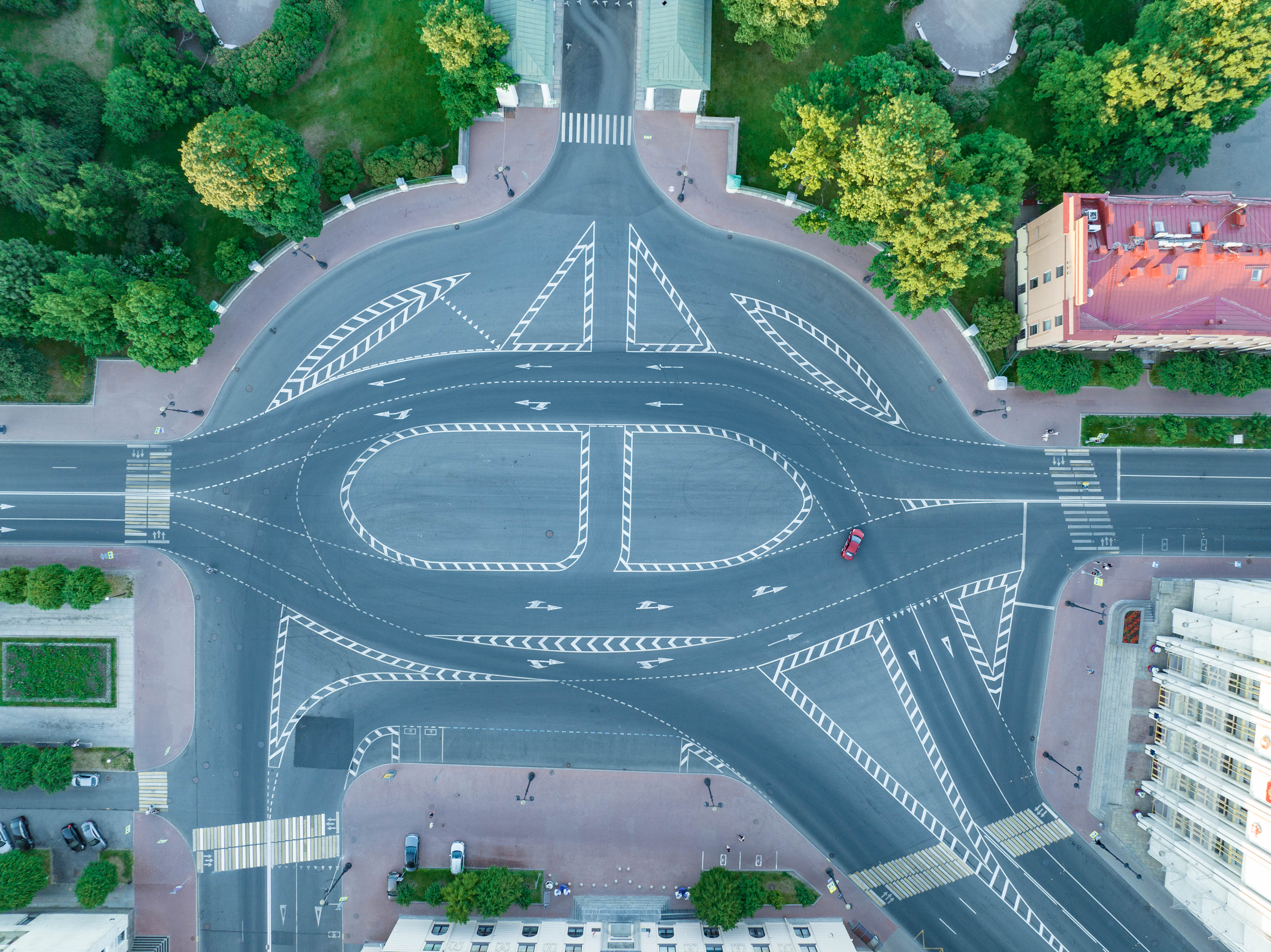
Разные виды разметки, разделяющие площадь Пролетарской Диктатуры, Санкт-Петербург

разделяет транспортные потоки противоположных направлений и обозначает границы полос движения.

сплошная линия
прерывистая линия
Разметка 1.11
двойная сплошная линия
двойная прерывистая линия

Поперечная разметка

сплошная линия
прерывистая линия
Пешеходный переход («зебра»)

Стрелы
Пиктограммы

для велосипедистов
для инвалидов

## Виды и цвета современной разметки

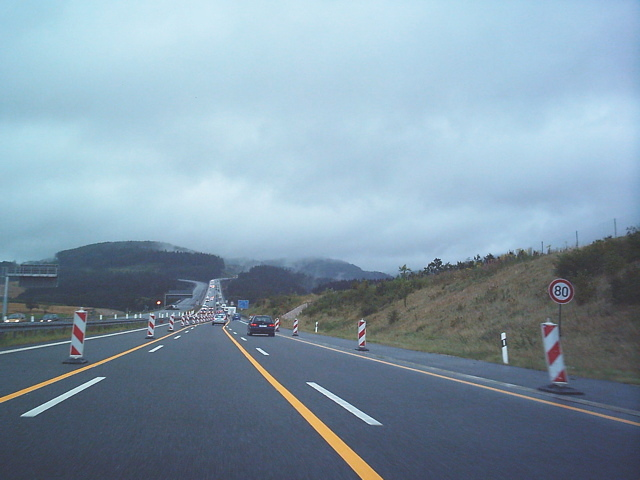
Жёлтая временная разметка (Германия)

Разметка может быть постоянной или временной.
Для постоянной разметки во всех странах используется белая краска. Исключение составляет  постоянная желтая разметка, обозначающая места остановки маршрутных транспортных средств и такси, а также места, где запрещена остановка или стоянка.
Временная разметка может наноситься краской желтого (Германия, Эстония), оранжевого или красного (Австрия, Швейцария) цвета и используется при ремонтных работах и реорганизации дорожного движения.
При наличии одновременно постоянной и временной разметки, необходимо руководствоваться временной. Наносится она обычно недолговечной краской, которая к завершению ремонтных работ стирается сама или удаляется дорожными службами.
Для улучшения видимости разметки часто используются светоотражающие материалы.
В ряде случаев для привлечения внимания используется шумовая разметка (шумовые полосы) — на особо аварийных пешеходных переходах, для обозначения краев и разделений полос федеральных трасс. Такой способ разметки позволяет «взбодрить» уставшего водителя, а также напомнить, что необходимо снизить скорость автомобиля. Шумовые полосы бывают фрезерованными (в асфальте фрезами вырезается ряд неглубоких выемок), приподнятыми (наносимыми поверх дорожного полотна), а также прессованными и формованными (последние две наносятся только во время строительства дороги в горячий асфальтобетон).